# Bristol Beaufighter
Bristol Beaufighter byla britská dvoumotorová stíhačka stavěná a používaná v době druhé světové války původně jako noční stíhací letoun, ale také jako bitevní a torpédový letoun.

## Vývoj
Již před druhou světovou válkou se vytvořila v Německu kategorie těžké stíhačky vyzbrojené kanóny a RAF podobný letoun citelně postrádala. Vývoj těchto letadel probíhal, ale k zásadní změně došlo, když továrna Bristol navrhla improvizaci, která vycházela z již stavěného letounu Bristol Beaufort. Prototyp letadla by hotový na podzim roku 1939 a první peruť obdržela sériově vyráběné letouny na podzim roku 1940. V květnu 1941 již mělo noční stíhací letectvo RAF k dispozici šest perutí, vyzbrojených těmito stroji. Letouny Beaufighter byly opravdu velice těžce vyzbrojenými stíhačkami. Mimo čtyř kanónů ráže 20 mm bylo instalováno v křídle 6 kulometů ráže 7,7 mm. Letoun poháněla dvojice motorů Herkules, přičemž docházelo k jeho postupnému zdokonalování. Některé letouny byly vybaveny řadovými motory Rolls-Royce Merlin XX. Takto vybavené letouny byly označovány jako Beaufighter Mk.IIF, zatímco stroje s motory Hercules III nesly označení Beaufighter Mk.IF. V letadlech byly instalovány palubní radiolokátory s dosahem asi 6,5 km, díky nimž byl v listopadu 1940 sestřelen první nepřátelský letoun. Technický vývoj Beaufighteru pokračoval v dalších obměnách – byly zkoušeny typy bez kulometů, na kterých byla instalována čtyřkulometná střelecká věž za pilotní kabinu, pro potřeby velitelství pobřežního letectva vznikl typ bez kulometů, ale se zvětšenou zásobou paliva v křídelních nádržích. Stroje se tak kromě stíhacího určení dostal další úkoly – používal se též jako bitevní či jako torpédový letoun. V říjnu 1941 byly do letounů označených jako Beaufighter Mk.VI  montovány motory Hercules VI, díky nimž dosáhla stíhačka rychlost až 536 km/h. Od roku 1943 byly pod křídla Beaufighterů montovány závěsy pro osm neřízených raket, navigátor – střelec mohl letoun bránit kulometem Vickers ráže 7,7 mm.
Celkem bylo ve Velké Británii vyrobeno 5934 Beaufighterů všech verzí, z toho 1369 kusů ve stíhací verzi.

## Bojové nasazení
Kromě Velké Británie bojovaly Beaufightery také v Barmě, Indii, Borneu a na dalších místech jihozápadní Asie. Stroje se jako noční stíhače účastnily bojů proti německým nočním bombardérům při bombardování Londýna a dalších britských měst. Beaufighter se také zapsal do historie československého letectví jako stroj, na němž bojovala řada československých nočních stíhačů při obraně Velké Británie.
Japonští vojáci, kteří zažili útoky Beaufighterů na pozemní cíle v Barmě jim, pro jejich drtivou palebnou sílu a schopnost nenápadného přiblížení v nízkém letu, přezdívali "Šeptající smrt".

## Uživatelé

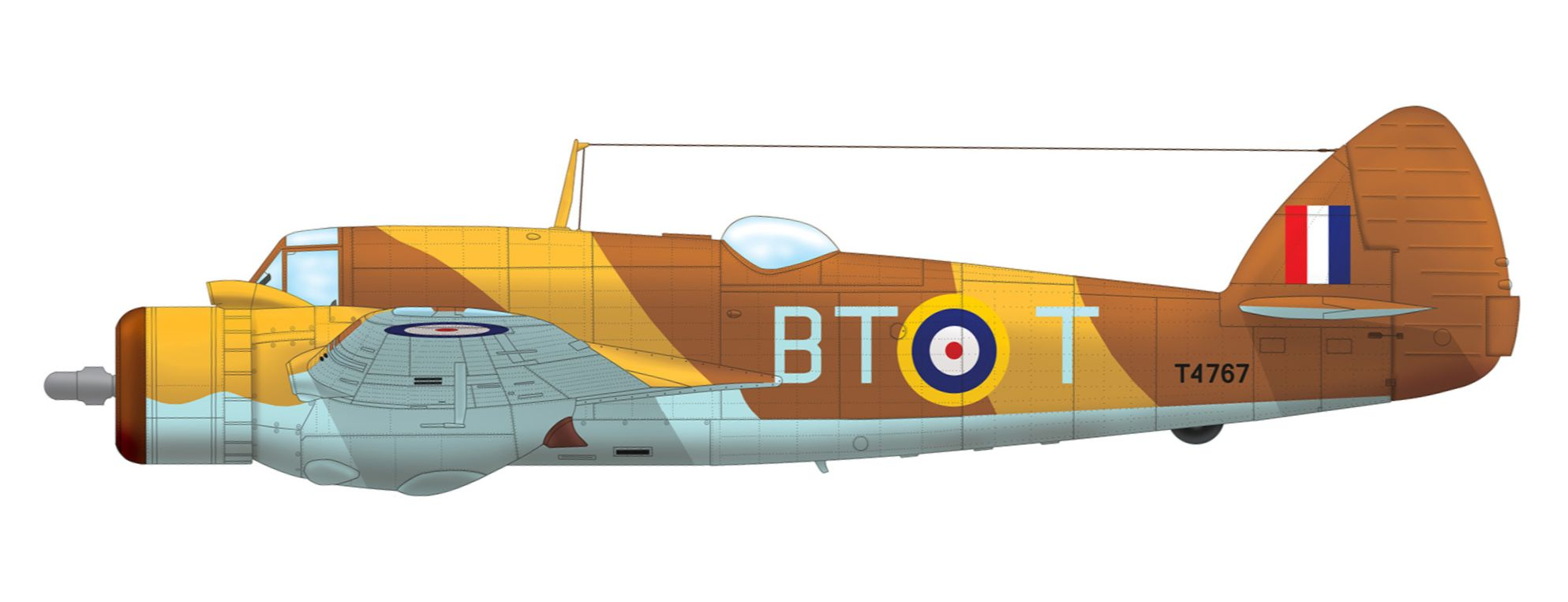
Bristol Beaufighter Mk.Ic, T4767, kódového označení „BT-T“, sloužil začátkem roku 1942 na letišti Idku v Egyptě u 252. perutě RAF

- Austrálie
  - Royal Australian Air Force
- Československo
  - letka „B“ 68. perutě RAF
- Dominikánská republika
  - Dominikánské letectvo (10 kusů)
- Izrael
  - Izraelské vojenské letectvo
    - Tajeset 103 (4 kusy)
- Jihoafrická unie
  - South African Air Force
- Kanada
  - Royal Canadian Air Force
- Nový Zéland
  - Royal New Zealand Air Force
- Polsko
  - Polské exilové vzdušné síly
- Portugalsko
  - Portugalské námořnictvo
- Spojené království
  - Royal Air Force
  - Fleet Air Arm
- Spojené státy americké
  - United States Army Air Forces
- Turecko
  - Turecké letectvo

## Specifikace (Beaufighter X)

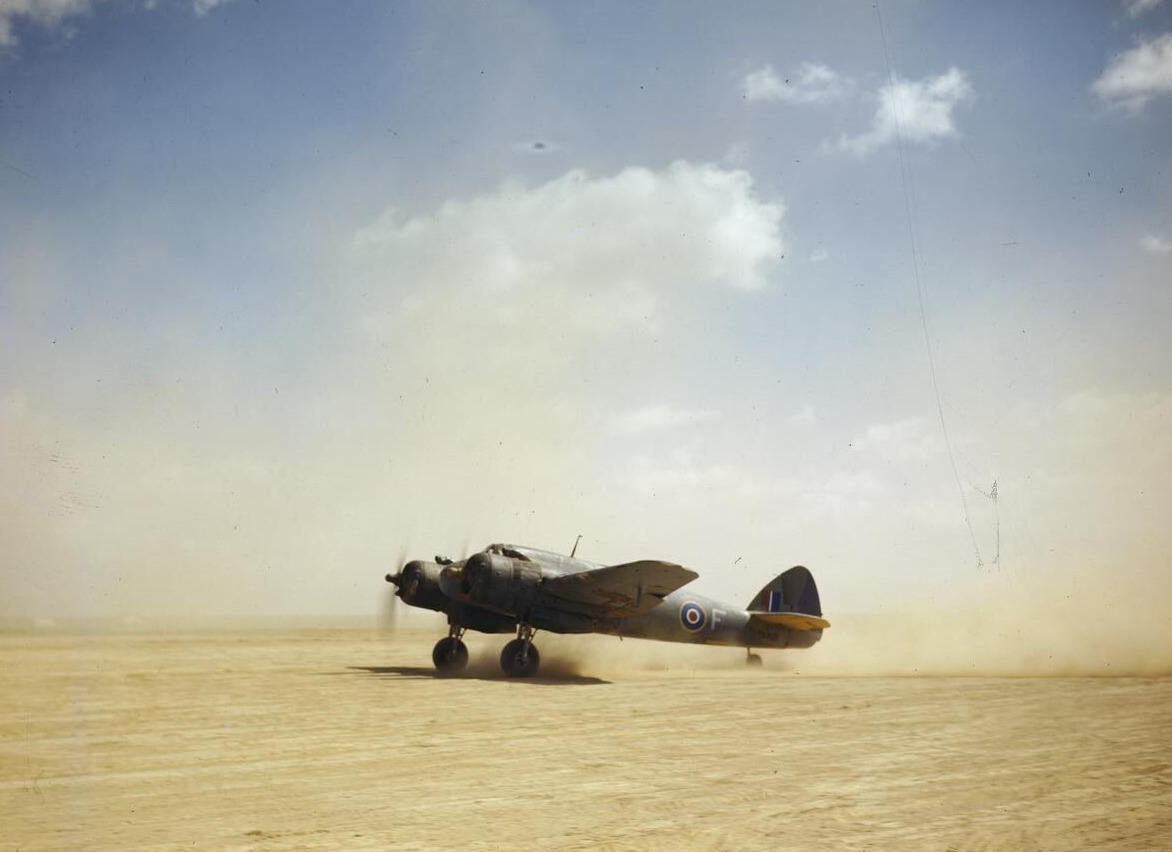
Bristol Beaufighter IF 252. perutě RAF v Africe

### Technické údaje
- Osádka: 2 (pilot, navigátor)
- Rozpětí: 17,65 m
- Délka: 12,6 m
- Výška: 4,84 m
- Nosná plocha: 46,73 m²
- Hmotnost prázdného letounu: 7072 kg
- Maximální vzletová hmotnost: 11 521 kg
- Pohonná jednotka: 2× hvězdicový motor Bristol Hercules
- Výkon pohonné jednotky:1200 kW (1600 k)

### Výkony
- Maximální rychlost: 525 km/h ve výšce 3050 m
- Dostup: 5795 m bez torpéda
- Stoupavost: 8,2 m/s bez torpéda
- Dolet: 2816 km

### Výzbroj
- 4× 20mm kanón British Hispano Mk.II se zásobou 240 nábojů na zbraň (zprvu ve čtyřech bubnových zásobnících po 60 nábojích, které měnil druhý člen osádky, později bylo střelivo v pásech), uložené pod přídí letounu

#### Ve službě u Fighter Command
- Kulomety:
  - 4× kulomet Browning ráže 7,7 mm (na pravé polovině křídla)
  - 2× kulomet Browning ráže 7,7 mm (na levé polovině křídla)
- Rakety: 8× rakety RP-3 nebo
- Pumy: 2× 1000librová (454kilogramová) puma

#### Ve službě u Coastal Command
- Kulomety:
  - 1× ručně ovládaný kulomet Vickers GO nebo
  - 1× ručně ovládaný kulomet Browning ráže 7,7 mm pro navigátora
- Bomby: 1× 457mm torpédo